# Cherryvale (Carolina del Sur)
Cherryvale es un lugar designado por el censo del condado de Sumter, Carolina del Sur, Estados Unidos. Según el censo de 2020, tiene una población de 2405 habitantes.
En los Estados Unidos, un lugar designado por el censo (traducción literal de la frase en inglés census-designated place, CDP) es una concentración de población identificada por la Oficina del Censo exclusivamente para fines estadísticos.
En este caso, a todos los efectos prácticos, es un barrio de la ciudad de Sumter.

## Geografía
Está ubicado en las coordenadas 33°56′28″N 80°27′34″O / 33.94111, -80.45944 (33.949511, -80.45932). Según la Oficina del Censo, tiene una superficie total de 4.76 km², de los cuales 4.68 km² y 0.08 km² están cubiertos de agua.

## Demografía
Según la estimación 2018-2022 de la Oficina del Censo, los ingresos medios de los hogares son de $39,688 y los ingresos medios de las familias son de $39,497. Alrededor del 20.7% de la población está bajo la línea de pobreza nacional.